# Al Ikhwān fyr
Al Ikhwān fyr är en bemannad fyrplats på den största av Al Ikhwān-öarna i Röda havet utanför Egyptens kust. 
Den 31 meter höga fyren av tegel byggdes av britterna år 1883 och försågs med en fresnel-lins från Chance Brothers i Birmingham. Fyrlyktan drevs med gasformig fotogen och fyrapparaten drevs runt med hjälp av ett urverk med tyngder som skulle dras upp för hand var fjärde timme. Den avger en vit blixt var femte sekund.
Fyren är omålad och lanterninen på toppen är vitmålad. Den bemannas av Egyptens flotta och fyrvaktarna arbetar i fyramånadersskift och får försyningar med båt var sjätte vecka.
I mitten av 1980-talet elektrifierades fyrplatsen med en dieseldriven generator och 1993 renoverades fyren.
Fyrplatsen kan besökas med båt och ibland får man klättra upp i fyren.